# Щурова (гміна)
Гміна Щурова (пол. Gmina Szczurowa) — сільська гміна у південній Польщі. Належить до Бжеського повіту Малопольського воєводства.
Станом на 31 грудня 2022 у гміні проживало 9177 осіб.

## Площа
Згідно з даними за 2007 рік площа гміни становила 134.64 км², у тому числі:
- орні землі: 78.00%
- ліси: 10.00%

Таким чином, площа гміни становить 22.82% площі повіту.

## Населення
Станом на 31 грудня 2022:
| Опис     | Загалом | Загалом | Чоловіки | Чоловіки | Жінки | Жінки |
| -------- | ------- | ------- | -------- | -------- | ----- | ----- |
| одиниця  | осіб    | %       | осіб     | %        | осіб  | %     |
| все      | 9177    | 100     | 4615     | 50.3     | 4562  | 49.7  |
| міське   | 0       | 100     | 0        |          | 0     |       |
| сільське | 9177    | 100     | 4615     | 50.3     | 4562  | 49.7  |

## Сусідні гміни
Гміна Щурова межує з такими гмінами: Бжесько, Боженцин, Бохня, Ветшиховіце, Дрвіня, Жезава, Кошице, Радлув.